# Григорий V (папа римский)
Григорий V (лат. Gregorius PP. V); в миру Бруно Каринтийский (нем. Bruno von Kärnthen; 970/972 — 18 февраля 999) — папа римский с 3 мая 996 года по 18 февраля 999 года.

## Биография
Сын Оттона I Вормсского, герцога Каринтии, правнук императора Оттона I Великого. Григорий V стал преемником папы Иоанна XV в возрасте не старше 26 лет, до того был капелланом своего близкого родственника (двоюродного дяди), императора Оттона III, который и представил кандидатуру Бруно на папский престол. Григорий V был первый в истории папой римским немецкого происхождения. Иногда Бонифация II (530—532) считают первым немцем на папском престоле, хотя он на самом деле был остготом.
Политически Григорий V последовательно действовал как представитель императора в Риме и предоставил множество исключительных привилегий монастырям в пределах Священной Римской империи. Одним из первых его действий была коронация 21 мая 996 года Оттона III императорской короной. Вместе они провели Синод через несколько дней после коронации, на котором Арнульф, архиепископ Реймса, был восстановлен в должности, Герберт Орийак (будущий папа Сильвестр II) осужден как нарушитель. Французский король Роберт II, настаивавший на своем праве назначать епископов, был в конечном счете вынужден пойти на попятную и даже расстаться с женой Бертой, из-за родства с которой он был отлучен от церкви.
Продолжил отношения Святого Престола и Руси, которые начал его предшественник папа Иоанн XV, отправив послов на Новгородскую Русь в 991 и 1000 годах.
В 997 году император покинул Рим, и консул Иоанн Кресценций сверг Григория и возвел на престол антипапу Иоанна XVI. Восстание было решительно подавлено императором, который прошел маршем к Риму. Иоанн XVI бежал, а Крисценций заперся в замке Святого Ангела. Войска императора преследовали антипапу, схватили его, по приказу императора Иоанну отрезали нос и уши, вырезали язык, ослепили и публично провезли на осле через Рим. Он был отправлен в Фульдское аббатство в Германии, где он умер в 1001 году. Замок Святого Ангела был осажден, и после его падения в 998 году Крисценций был повешен на стенах замка.
Григорий V умер 18 февраля 999 года в возрасте меньше 30 лет, внезапно, что породило подозрения в его отравлении. Он похоронен в базилике Святого Петра рядом с папой Пелагием I.